# Willm Engelke
Willm Engelke (* 27. August 1983) ist ein deutscher Faustballer.
Faustballer Willm Engelke stammt aus dem niedersächsischen Düdenbüttel. Nach einer für seine Sportart ungewohnt hohen Zahl an Vereinswechseln landete er im Nachbarort Hammah. Den dortigen Männerturnverein führte Angreifer Engelke zunächst in der Halle und dann im Feld in die erste Bundesliga. Bei der Endrunde um die deutsche Hallen-Meisterschaft 2008 zog er mit Aufsteiger Hammah ins Finale ein, was den größten Erfolg der Faustball-Abteilung bedeutete. Zur Feldsaison übernahm Engelke dann die Funktion des Spielertrainers und führte den Verein als dritten der ersten Bundesliga Nord erneut zur DM-Endrunde.
Nachdem ihm eine Knieverletzung die Chance auf ein Heimspiel bei der WM 2007 nahm, berief ihn Bundestrainer Olaf Neuenfeld ins Aufgebot für die EM 2008 in Stuttgart. Auf der Anlage des TV Stammheim hatte er als Angabenschläger einen Stammplatz, geriet aber von Beginn an ins Kreuzfeuer der Kritik. Hinter Weltmeister Österreich und Titelverteidiger Schweiz reichte es für Deutschland nur zum dritten Rang. Engelke, der während seiner Jugendzeit vier Mal Europameister war, kann als Angreifer und Zuspieler vielseitig eingesetzt werden. Allerdings kündigte er im September 2008 wegen anhaltender Knie-Probleme im Alter von nur 25 Jahren seinen Rücktritt zum Saisonende an. Eine weitere Betätigung als Trainer des Erstligisten Hammah hielt er sich offen.
Der gelernte Kfz-Mechaniker interessiert sich außer für den Sport auch stark für Autos. Beruflich ist Engelke hauptsächlich im elterlichen Autohaus tätig. Aus familiären Gründen hatte der Vater einer vier Jahre alten Tochter zwischenzeitlich seinen Abschied vom Faustball angekündigt (2005), war aber von seinem Bruder zum Weitermachen ermuntert worden.
Willm Engelke ist der um ein Jahr jüngere Bruder des 2007 aus der Nationalmannschaft zurückgetretenen Carlo Engelke vom TK Hannover.